# Contardo d'Este

Familiewapen

Contardo d'Este (Ferrara, 1216 - Broni bij Pavia, 16 april 1249) is een Italiaans heilige uit het adellijke huis Este. 
De heilige Contardo is de schutspatroon van de Orde van de Adelaar van Este.
De jong aristocraat ging op bedevaart naar Santiago de Compostella en viel op door zijn eenvoud en godsvrucht. Op de terugweg stierf hij in Broni waar hij werd begraven. De wonderen rond zijn graf, belletjes die spontaan gingen luiden en vuur dat spontaan ontstak, werden door paus Paulus V erkend. Paus Urbanus VIII stelde vast dat de verering van Sint-Contardo bijzondere aflaten opleverde.